# Проститутка (фильм)
«Проститутка» (другое название «Убитая жизнью») — чёрно-белый немой художественный фильм, поставленный режиссёром Олегом Фрелихом, выпущенный в 1926 году кинокомпанией «Белгоскино».

## Сюжет
Москва, середина 1920-х годов, расцвет НЭПа. Кто-то живёт, а кто-то выживает. Молодая девушка Люба живёт у своей пожилой родственницы тётки Варвары. Варвара эксплуатирует и обижает девушку, а после и вовсе «продаёт» соседу и выгоняет из дома. Но Люба не пробыла долго на улице, её приютила случайная знакомая, которая на поверку оказалась содержательницей притона. Она же навязала девушке кабальную расписку.
По соседству с тёткой Варварой живёт другая семья, семья Тыркиных. Пётр Тыркин трудится у предпринимателя-мясника Кондратьева. У Петра налажен быт. Жена Надежда ведёт хозяйство и воспитывает двоих маленьких детей. Работа на нэпмана приносит определённый доход. Но так получается, что Пётр, будучи пьяным, погибает. Оставшись без средств к существованию, Надежда вынуждена сойтись с мясником (начальником мужа), а потом и вовсе пойти на панель.
На улице она знакомится с бывалой проституткой Манькой, которая рассказывает ей о своей судьбе. Когда Манька работала горничной, её соблазнил сын хозяйки. Выгнанная хозяйкой с работы за связь с её сыном, она оказалась на улице. На улице она попала в дом терпимости и получила венерическую болезнь, от которой лечится до сих пор.
У Надежды не получается заработать проституцией. Серьёзно заболевают по очереди оба её ребёнка. В отчаянии она пытается покончить с собой, бросившись в прорубь. Её спасают. Среди спасителей — Люба, которая кое-как сумела вырваться из притона и работает теперь в пошивочной мастерской при венерологическом диспансере, и её новый друг — комсомолец Шура. С другой стороны содержательница притона не собирается просто так отпускать Любу. Она угрожает, что расскажет Шуре всё о её прошлом, тогда в слезах девушка всё рассказывает сама. Шура сочувствует ей и помогает написать письмо прокурору. Притон ликвидирует милиция.
Люба и Шура счастливы. Налаживается жизнь и у Надежды, ведь Шура помог ей устроиться в трамвайный парк стрелочницей, дети начинают ходить в сад. Манька ложится в венерическую больницу.

## В ролях
| Актёр              | Роль                                      |
| ------------------ | ----------------------------------------- |
| Елизавета Ярош     | Люба                                      |
| Ольга Бонус        | тётка Варвара                             |
| Вера Орлова        | Надежда Тыркина                           |
| Василий Ярославцев | Пётр Тыркин                               |
| Е. Шереметьева     | Манька                                    |
| Александр Ледащев  | Шура                                      |
| Иван Лагутин       | Василь Дмитрич сосед                      |
| Павел Тамм         | Кондратьев мясник                         |
| Елизавета Теплых   | «благодетельница» содержательница притона |
| Л. Красина         | доктор Бирман                             |
| Марк Донской       | прохожий                                  |
| Олег Фрелих        | прохожий                                  |

## Съёмочная группа
- Режиссёр — Олег Фрелих
- Сценаристы — Ной Галкин, Елизавета Демидович
- Автор надписей — Виктор Шкловский
- Оператор — Альфонс Винклер
- Художники — А. Смирнов, Дани
- Монтаж — Эсфирь Шуб
- Мультипликация — Найдич

## Прокат
Фильм «Проститутка» явился первым белорусским художественным фильмом, вышедшим во всесоюзный прокат, и имел успех у кинозрителя.
В 1937 году, после того как некоторые критики усмотрели в нём влияние «буржуазных немецких псевдонаучных фильмов», кинокартина подверглась запрету как «политически неверная», о чём кинокомпания «Белгоскино» доложила начальнику главного управления кинопромышленности СССР Шумяцкому в циркуляре об обезвреживании «вражеских» фильмов.

## Технические данные
- 35 мм, ч/б, немой, 78'